# Pont romain de Salamanque
Le Puente Mayor del Tormes, plus connu sous le nom de Pont Romain de Salamanque est un pont franchissant la rivière Tormes à Salamanque (Espagne). Il est traditionnellement appelé Puente Mayor ou aussi Puente principal. Il donne accès à la partie sud de la ville. Jusqu'aux débuts du XXe siècle il reste le seul pont permettant l'accès à la ville, et jusqu'en 1973, continua à supporter le trafic lourd. Depuis la construction d'un troisième pont pour le trafic routier, il est uniquement un pont piétonnier.
Il a été déclaré Monument Historique Artistique le 3 juin 1931, et Bien d'Intérêt Culturel depuis 1998. L'importance du pont comme symbole de la ville fait qu'il figure sur les armoiries de la ville.

## Description
Il est actuellement une construction en deux parties séparées par un castillete central : la partie ancienne, qui s'étend tout au long de l'endroit proche de la ville (surnommé puente vieja) est d'origine romaine, et le puente nueva (dénommé puente hispana). Le pont a été édifié en granit. Des vingt-six arcs, seuls les quinze premiers datent de l'époque romaine. Le pont a été restauré en de nombreuses occasions et a survécu à diverses tentatives de démolition. La date de la construction du pont n'est pas connue avec précision, mais remonte entre les règnes des empereurs Auguste (de -27 à -14 avant J.C.) et Vespasien (69-79), ce qui en fait un monument deux fois millénaire.

## Histoire
L'histoire du pont est liée à celle de la ville et il fait partie de ses monuments ses plus caractéristiques avec les deux cathédrales, l'Université, la Plaza Mayor, la Casa de las Conchas. Anciennement, il existait la croyance populaire que le pont avait été bâti d'abord par Hercule et que, postérieurement, il avait été réédifié par l'empereur romain Trajan.
D'autres historiens le datent de l'époque de Trajan et d'Hadrien (la construction du pont possède des similitudes avec l'Aqueduc de Ségovie). Le pont fait partie de la Route de l'Argent : historiquement il s'agit de la voie romaine dénommée Iter ab Emerita Asturicam de l'Itinéraire d'Antonin.
Déjà à la fin du XVe siècle il est connu comme le pont prinçipal de la çibdad de Salamanca et le Tormes passe pour une des plus dangereuses rivières de la péninsule ibérique, en raison de ses grandes crues. En 1570, le voyageur et peintre Anton Van den Wyngaerde peint le pont et la ville. Une des catastrophes qui l'a le plus touché a été la crue de San Policarpo la nuit du 26 janvier 1626. C'est l'année suivante, en 1627, qu'a été réalisée une des réparations majeures, éliminant notamment la tour centrale. La deuxième réparation du pont eut lieu en 1767, laissant le pont avec ses onze arcs modernes et quinze romains.
Le 22 juillet 1812, en pleine Guerre d'Indépendance contre les troupes françaises, s'est produit une bataille au sud de la ville, la Bataille des Arapiles. Le pont a alors été converti, par sa position stratégique, en objectif militaire. Le jour précédant la bataille, le duc de Wellington a pris le pont romain et a pu d'ici diriger l'attaque contre les troupes françaises.

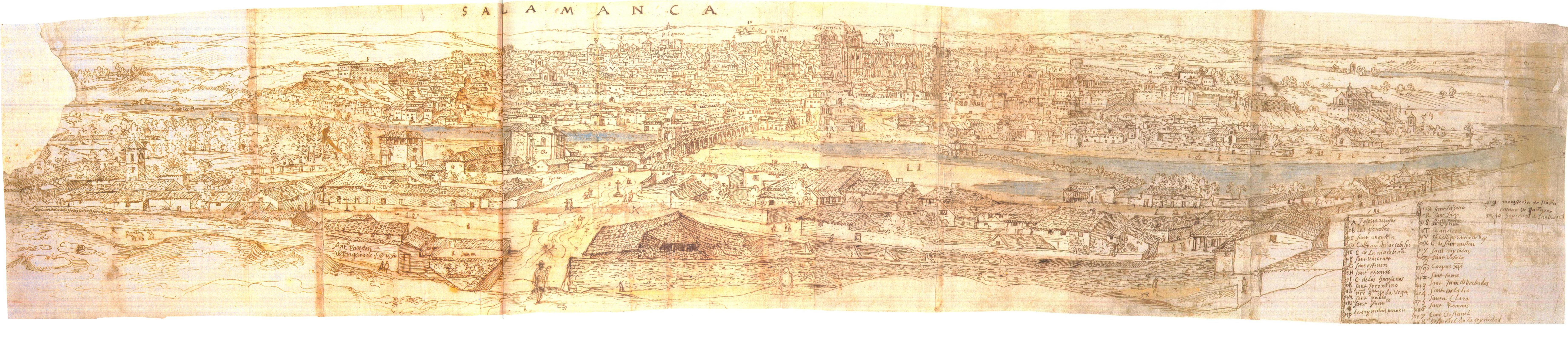
Le voyageur Anton Van den Wyngaerde représentant la ville en 1570 : on peut voir le pont avec son castillete central.

Le pont est peint par le peintre romantique David Roberts en 1837, et aussi par Gustave Doré en 1862.
En 1891, a été proposé son élargissement pour l'adapter à l'automobile. Grâce au conseiller municipal Enrique Estevan Santos, il a été décidé de réaliser un nouveau pont parallèle permettant de laisser le pont antique intact. Le 22 octobre 1913, est inauguré le nouvel ouvrage, dénommé en honneur du conseiller municipal pont Enrique Estevan.

## Le pont dans la culture
L'origine de ce monument est pré-romaine et son origine remonte à l'époque d'occupation des Vettons. Son inclusion dans les armoiries de la ville provient d'une légende populaire qui l'associe à un taureau.
Le pont romain de Salamanque apparaît fréquemment dans les chroniques médiévales, étant protagoniste des sources historiques et l'historiographie qui mentionne la ville depuis le XIIe siècle,. Le pont est mentionné au début de l'oeuvre du diplomate Diego Hurtado de Mendoza intitulée Lazarillo de Tormes, la scène de Lazarillo et l'aveugle qui s'arrêtent sur le pont avant de commencer leur voyage est répété fréquemment dans les descriptions du pont. Miguel de Cervantes fait une mention du pont dans son petit roman Le Licencié Vidriera.

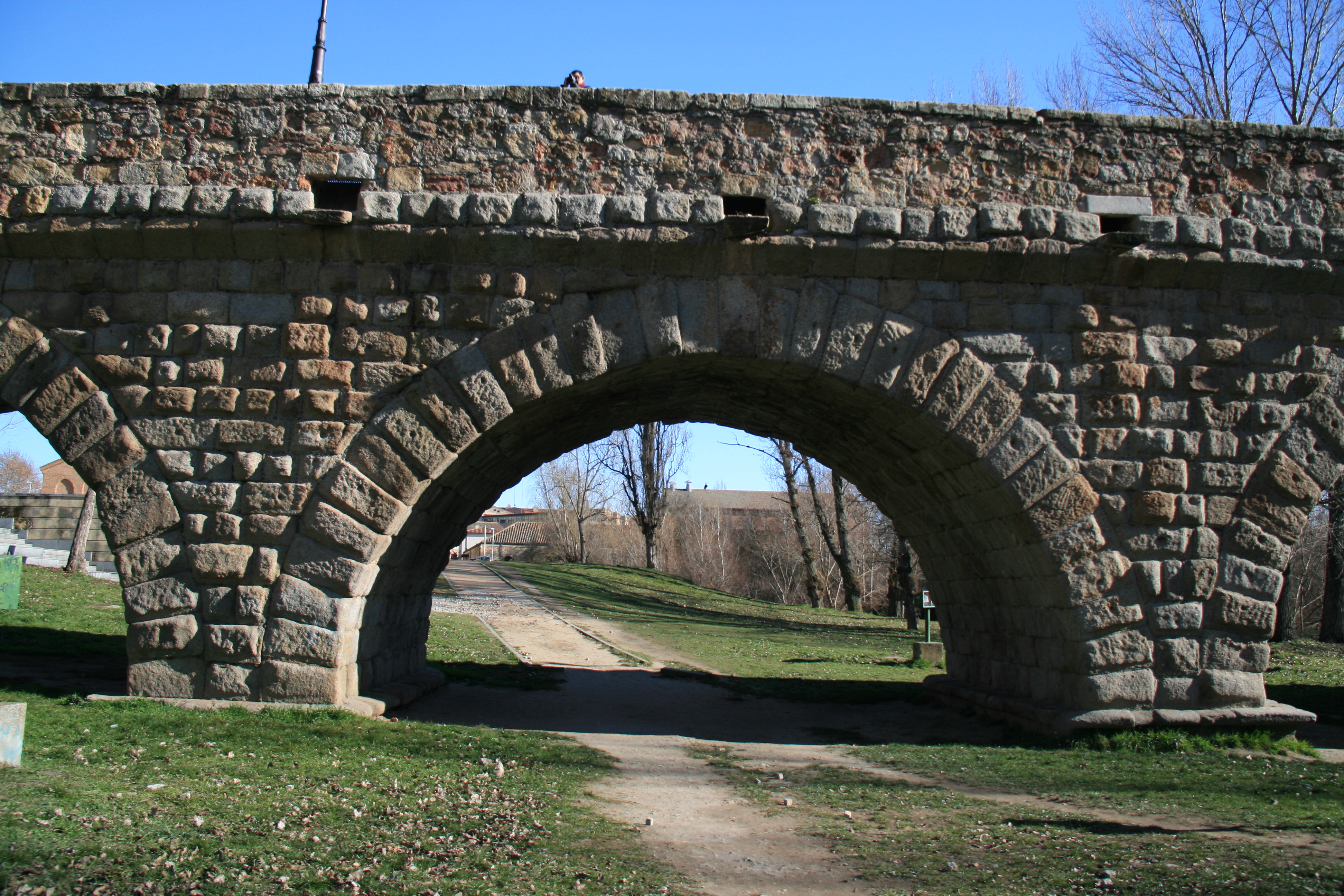
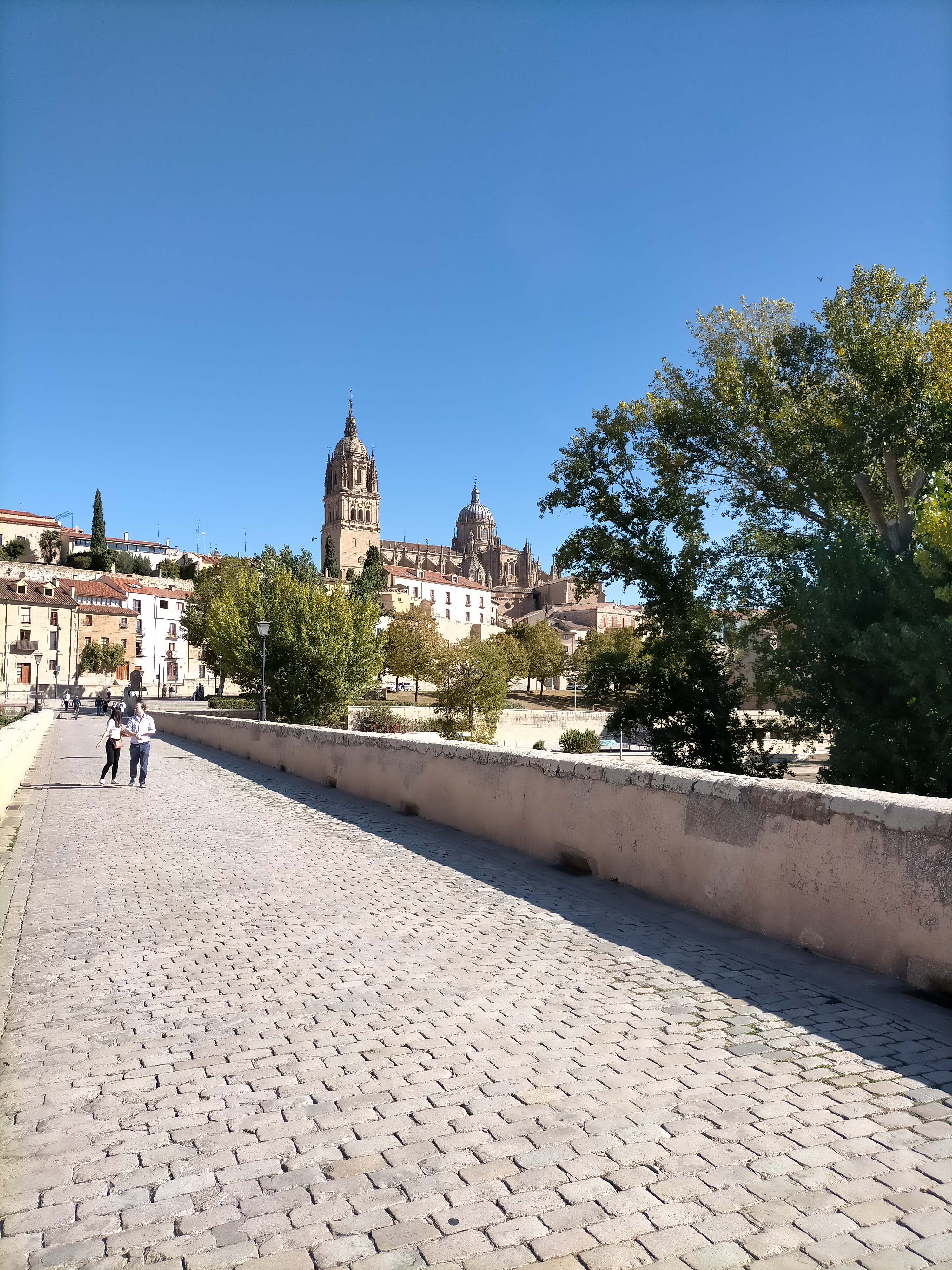
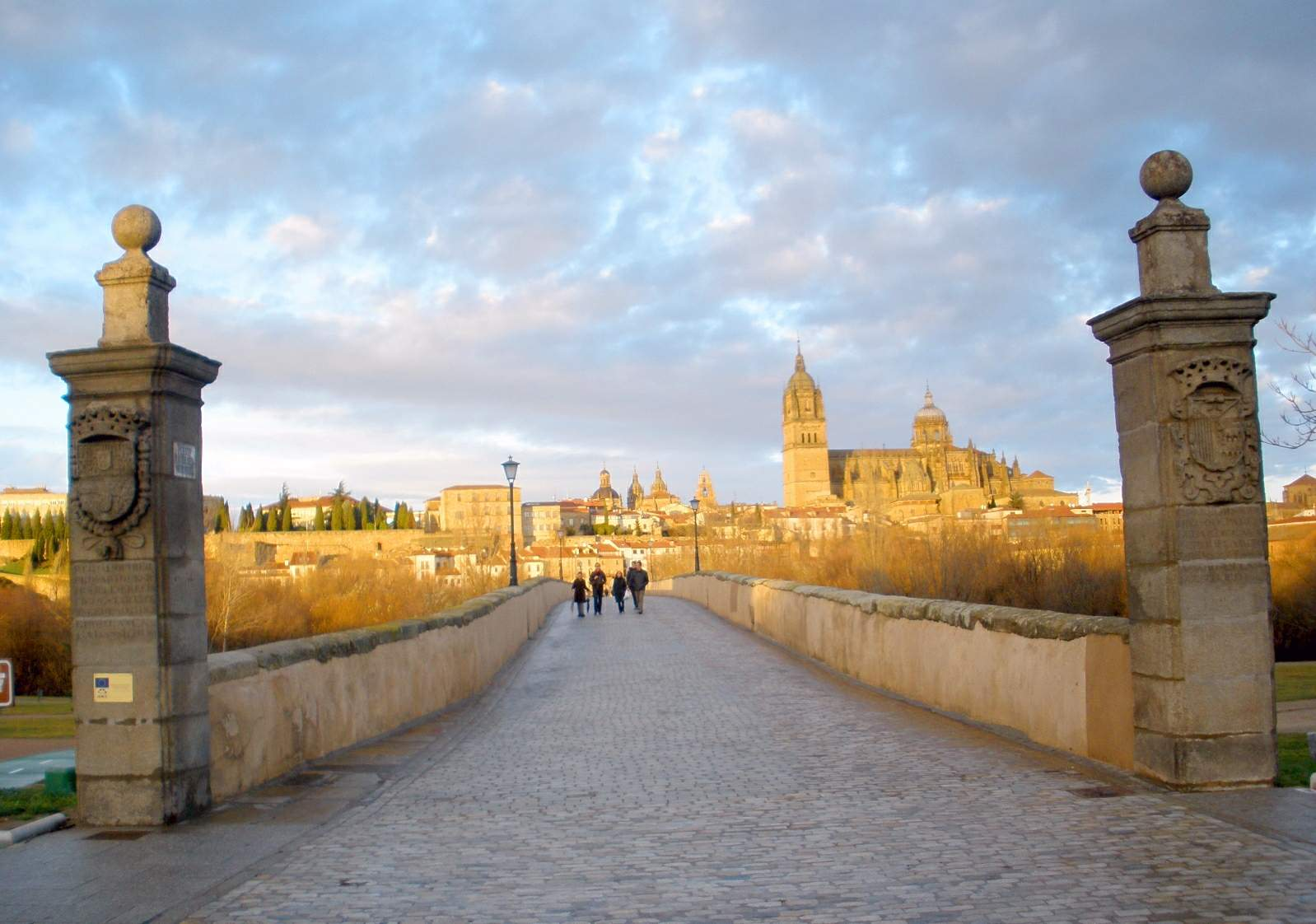
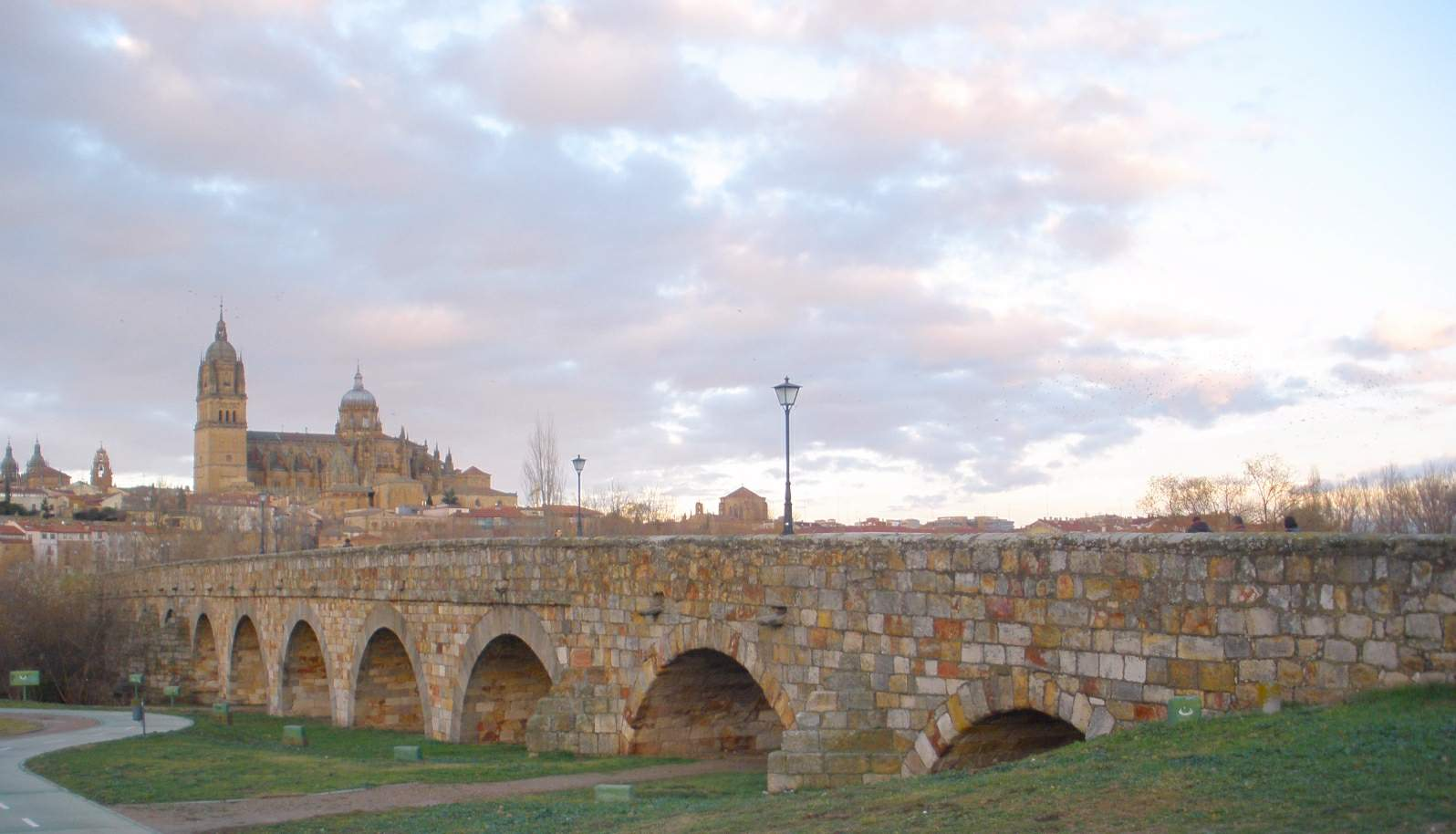

## Source de traduction
- (es) Cet article est partiellement ou en totalité issu de l’article de Wikipédia en espagnol intitulé « Puente romano de Salamanca » (voir la liste des auteurs).